# 消息宣下
消息宣下（しょうそくせんげ）とは、太政官や院庁が発する公式な命令を消息（手紙）形式の文書で行う略式の手続きのこと。

## 概要
天皇や上皇・法皇（いわゆる治天の君）の意思あるいは公卿の会議（陣儀）の結果を統裁・決定した事項は、蔵人から支持の伝達を受けた上卿が陣座において発する口頭形式による命令（宣）を通じて、弁官・外記の手によって文書化されて相手に通達される。この文章を宣旨、ここまでの一連の手続きを宣下と呼ぶ。
平安時代後期に入ると、臨時の決定や軽易と思われる事項に関しては陣儀を招集せずに上卿以下が在宅のまま手紙の遣り取りによって持ち回り形式で宣下する方法が用いられるようになった。これが消息宣下である。
まず、天皇や治天の君の勅旨を受けた蔵人頭（あるいは蔵人）が、口頭命令の代わりとなる口宣と呼ばれる勅旨の内容を記した文書と口宣の真正を証明する添え状を作成してこの2通を上卿の資格がある公卿の許に提出する。これを受けた公卿は担当の弁官・外記に文章作成を指示する添え状を付けて送付した。なお、弁官・外記が更に下位の史に実際の文書作成を任せる際には口宣等は弁官・外記に留められて、その内容だけを記した書下をもって作成の指示を出した。
なお、この形式での宣下は略式であるため、宣下を受けた者が改めて詔書以下の公式な文書としての発給を求める事が出来た。
鎌倉時代以後、朝廷の衰微に伴って陣儀での宣下は親王宣下や摂関等の高官任命などに限られるようになり、手間のかかる陣儀を経ずに速やかな宣下手続が可能な消息宣下による命令交付が主流となる。